# Kiểm thử liên tục
Kiểm thử liên tục (tiếng Anh: Continuous testing) là quá trình thực hiện các bài kiểm thử tự động như là một phần của quy trình phân phối phần mềm để có được phải hồi lập tức về những rủi ro kinh doanh liên quan đến ứng viên phát hành phần mềm.
Đối với kiểm thử liên tục, phạm vi kiểm thử mở rộng từ xác nhận các yêu cầu phần mềm từ dưới lên hay user story để đánh giá các yêu cầu hệ thống liên quan đến mục tiêu kinh doanh tổng quát.